# Поликарпов, Николай Петрович
Никола́й Петро́вич Полика́рпов (1867, село Сергиевское, Ливенский уезд, Орловская губерния — 13 февраля 1938, Старый Оскол) — деятель обновленчества в сане архиепископа, перед этим — священник Русской православной церкви.

## Биография
Николай Поликарпов происходил из рода потомственных священнослужителей. Кроме церковного служения преподавал в ряде школ Ливенского уезда; в феврале 1914 году, «в награду особо усердного исполнения в течение двадцати пяти лет обязанностей по обучению в народных школах», он был удостоен ордена Св. Анны 3-й степени. В 1888 году Николай Петрович женился на дочери состоятельного священника Александре Сергеевне Аракиной (умерла от тифа в 1920 году), мать которой, Мария Борисовна, в девичестве Преображенская (1837—1892), в свои ранние годы жила в Спасском-Лутовиново — имении писателя Ивана Сергеевича Тургенева; её отец, дьякон Борис Преображенский, как считают некоторые исследователи, мог послужить прототипом Базарова из романа Тургенева «Отцы и дети». С июня 1890 года Николай Петрович Поликарпов стал служить в церкви села Георгиевское Ливенского уезда. Он неоднократно избирался депутатом на съезды духовенства. С 1902 года — благочинный в округе, в 1913 году был переведён в Орёл, где председательствовал Комитетом по управлению свечным заводом, был членом епархиального совета. Много внимания уделял помощи бедным, сиротам, погорельцам, во время Русско-японской и Первой мировой войн жертвовал средства на нужды общества Красного Креста и в помощь раненым
В 1922 году после смерти жены примкнул к движению обновленчества, и 15 ноября 1923 года был рукоположён в епископа Клинского, викария Московской епархии, с 11 мая 1926 года — епископ Брянский. Был участником третьего обновленческого «Всероссийского Поместного Священного Собора» с правом решающего голоса и в 1927 году возведён в сан архиепископа. С 1928 года по октябрь 1930 года был архиепископом Ахтырским, викарием Харьковской епархии, с октября 1930 года по 17 февраля 1931 года — архиепископом Тверским, С марта 1931 года по 22 июля 1935 года — архиепископ Могилевский в Белоруссии, с 8 августа 1935 года по 22 июля 1936 года — архиепископ Тульчинский, а 22 июля 1936 года назначен архиепископом Винницким. С 14 декабря 1937 года был уволен за штат по возрасту.
Умер по дороге домой в городе Старый Оскол, в январе 1938 года, раздав всё имущество и деньги. Похоронен в Орле.
В семье Поликарповых было семеро детей: Лидия (род. 1890), Николай (род.1892), Нина (род. 1894), Владимир (род. 1896), Ольга (род. 1898), Сергей (род. 1901) и Александра (род. 1903). Николай впоследствии стал одним из основоположников советской школы русского самолётостроения.